# Regina Buggy
Regina E. Buggy, née le 12 novembre 1959 à Plymouth (Pennsylvanie), est une joueuse de hockey sur gazon américaine.

## Carrière
Regina Buggy fait partie de l'équipe des États-Unis de hockey sur gazon féminin médaillée de bronze aux Jeux olympiques de 1984 à Los Angeles.